# 開港記念日
開港記念日（かいこうきねんび）は、横浜港の開港を祝う記念日で、毎年6月2日にあたる。

## 歴史
安政五カ国条約において開港日は以下の3通りに分かれていたが、いずれの条約も最恵国待遇が含まれており、よって最も早い日となる1859年7月1日（安政6年6月2日）に五カ国に向けて横浜港が開港した。
- 1859年7月1日（安政6年6月2日） - 日露修好通商条約、日英修好通商条約
- 1859年7月4日（安政6年6月5日） - 日米修好通商条約、日蘭修好通商条約
- 1859年8月15日（安政6年7月17日） - 日仏修好通商条約

この年日本側では特に式典等は行われなかったが、アメリカは7月4日に祝賀行事を開いた。これは開港を祝したものかアメリカの独立記念日を祝うものかははっきりしていない。日本側では翌1860年7月19日（万延元年6月2日）に、現在の横浜市役所のあたりに鎮座していた洲干弁天社で開港1周年を祝う祭が盛大に行われ、着飾った男女が山車と手踊りで練り歩いた。これが開港記念日の始まりである。
当初は旧暦6月2日だったが、1909年（明治42年）の開港50周年記念事業は新暦7月1日に行われ、横浜市歌が制定された。また、1918年（大正7年）6月19日に横浜市会で「本市開港記念日たる7月1日を自今休暇日と定むるものとす」が可決された。しかし、1928年（昭和3年）3月23日に横浜市会で「本市の開港記念日（7月1日）を6月2日に変更するものとす」が可決され、新暦6月2日となった。

## 行事
横浜開港資料館・横浜都市発展記念館・横浜市歴史博物館・横浜美術館等は来館者全員が入館無料となるほか、高校生以下または小中学生以下を対象として、動物園や博物館、スポーツ施設等の横浜市内の多くの公共施設が入場無料となる。
1920年（大正9年）には第1回横浜開港記念バザーが開催された。1981年より開催された「国際デー プレ横浜どんたく」は1995年より名称を「横浜開港祭」に改め、毎年6月2日前後に開催される。

### 休校日
開港100周年（1959年）より、横浜市立の学校は休校日となる。
2008年10月の規則改正によって2010年度以降の開港記念日は授業日となる予定だったが、夏休みの終わりを1日短縮して授業日を確保することにより2010年2月には再び休校日に戻された。また、2020年は新型コロナウイルス感染症による影響もあって授業日とされた。

## 関連する記念日
横浜港と同日に開港した函館港・長崎港だが、函館港・長崎港とも横浜港と開港記念日が異なっている。函館港は横浜港も一時期採用していた新暦7月1日を開港記念日としている。長崎港は安政五カ国条約による開港日ではなく、豊臣秀吉が鍋島直茂を長崎代官に任命した1588年4月27日（天正16年4月2日）を採用して新暦4月27日を開港記念日としている。
五大港のうち明治改暦（1873年）以前の開港は横浜港・神戸港・大阪港だが（名古屋港・東京港は明治改暦以降の開港）、神戸港・大阪港とも横浜港と同様の開港記念日となっている。すなわち、1868年1月1日（慶応3年12月7日）開港の神戸港は新暦12月7日を、1868年9月1日（慶応4年7月15日）開港の大阪港は新暦7月15日をそれぞれ開港記念日としている。
神奈川県は関東地方で唯一都道府県民の日を設けていない。これは制定の機運が高まらなかったためで、これに代わるものとして「神奈川奉行所」が「横浜裁判所」に改められた3月19日を「立庁記念日」としている。横浜市に隣接する川崎市は7月1日、藤沢市は10月1日、鎌倉市は11月3日を市制記念日としている。